# Lịch sử thành phố Wroclaw (Ba Lan)
Wrocław là một thành phố ở phía tây Ba Lan và là thành phố lớn nhất trong vùng Silesia. Wrocław là cố đô vùng Silesia và Lower Silesia. Ngày nay, nó là thủ phủ của Lower Silesian Voivodesian. Lịch sử của thành phố có từ hơn một nghìn năm trước; tại nhiều thời điểm, nó là một phần của Vương quốc Ba Lan, Vương quốc Bohemia, Vương quốc Hungary, Vương quốc Habsburg của Áo, Vương quốc Phổ và Đức. Wrocław trở lại thành một phần của Ba Lan vào năm 1945 như một phần của cái gọi là Lãnh thổ được phục hồi do những thay đổi biên giới sau Chiến tranh thế giới thứ hai. Lý do này khiến nhiều người dân sống ở đây trước chiến tranh bị trục xuất ra khỏi thành phố nhưng cũng có nhiều người khác đến định cư ở đây.
Vào thời cổ đại, có một nơi gọi là Budorigum ở gần Wrocław. Nó nằm trên bản đồ của Claudius Ptolemy năm 142–147 sau Công nguyên. Đã có sự định cư trong khu vực đã tồn tại từ thế kỷ thứ 6 trở đi trong suốt thời kỳ di cư. Người Ślężans, một bộ tộc ở Tây Slav, định cư trên sông Oder và dựng lên một lãnh chúa trên Ostrów Tumski.
Wrocław bắt nguồn từ giao điểm của hai tuyến đường thương mại, Via Regia và Amber Road. Thành phố lần đầu tiên được công nhận vào thế kỷ thứ 10 với tên gọi Vratislavia theo tên của công tước Bohemian Vratislav I Vào năm 985, Công tước Mieszko I của Ba Lan chinh phục Silesia theo thời gian trở thành một phần của Wrocław.